# Noiembrie 1990
Acest articol este generat integral pe baza informațiilor din articolul 1990 și este actualizat periodic de un robot.
 Editările făcute în articol vor fi șterse la următoarea actualizare! Dacă doriți să faceți modificări, editați articolul-sursă.

ianuarie -
februarie -
martie -
aprilie -
mai -
iunie -
iulie -
august -
septembrie -
octombrie -
noiembrie -
decembrie
Noiembrie 1990 a fost a unsprezecea lună a anului și a început într-o zi de joi.

## Evenimente

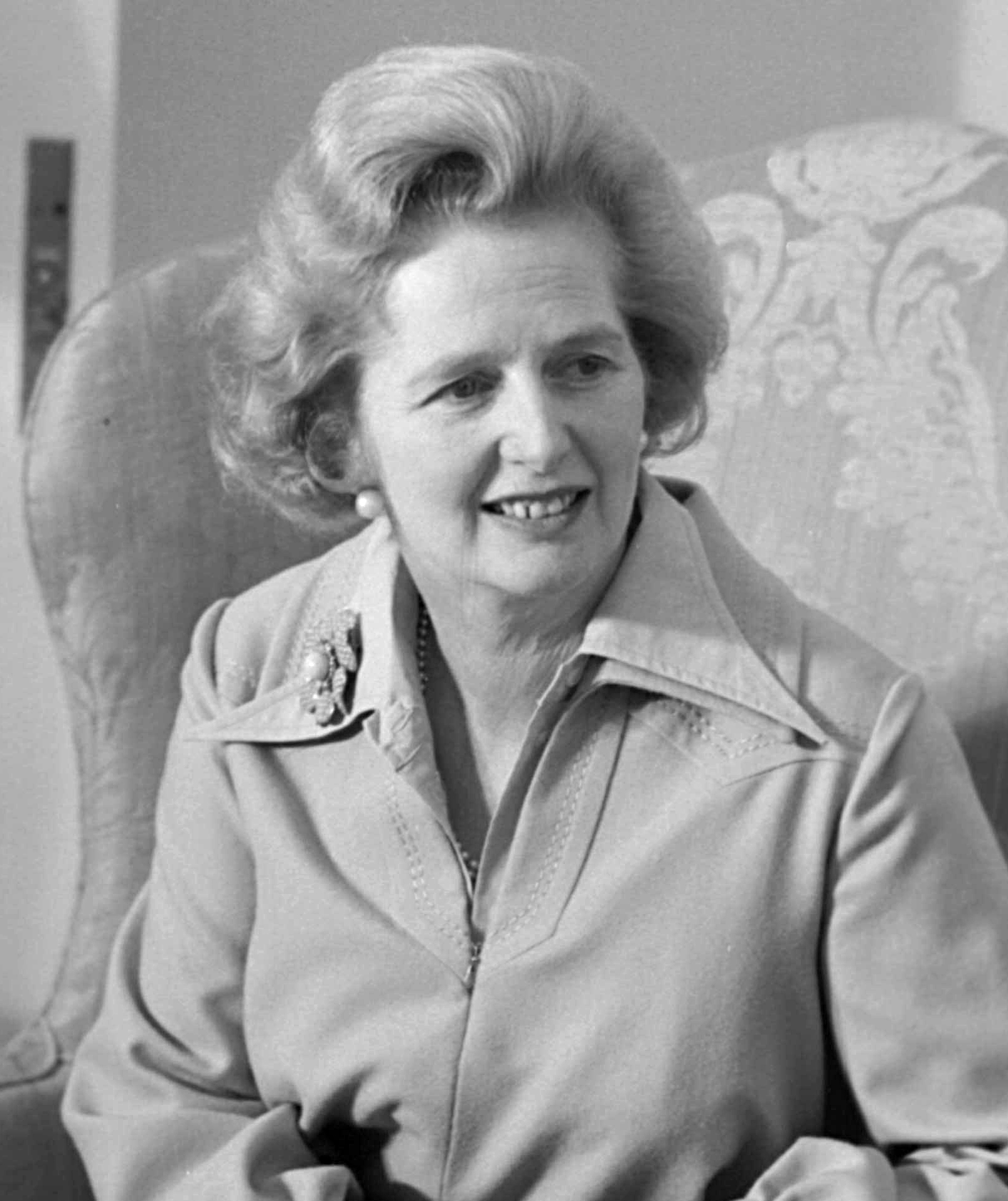
28 noiembrie: Margaret Thatcher demisionează din postul de premier al Regatului Unit.

- 13 noiembrie: A fost scrisă prima pagină World Wide Web cunoscută.
- 15 noiembrie: A avut loc, la Brașov, o demonstrație de mari proporții cu prilejul aniversării a trei ani de la revolta anticomunistă a muncitorilor și locuitorilor din Brașov. În frunte cu membrii Asociației „15 noiembrie", demonstranții au parcurs vechiul traseu al manifestației din 1987.
- 28 noiembrie: Marea Britanie: Margaret Thatcher demisionează din postul de premier. John Major este ales în fruntea Partidului Conservator ceea ce îl recomandă ca pe viitorul candidat la funcția de prim-ministru.

## Nașteri
Abeiku Quansah, fotbalist ghanez
Peer Borsky, scrimer elvețian
Mihai Nistor, pugilist român
André Schürrle, fotbalist german
Veaceslav Posmac, fotbalist moldovean
David de Gea, fotbalist spaniol
Romain Bardet, ciclist francez
Tom Dumoulin, ciclist olandez
Maria Udrea, scrimeră română
Georginio Wijnaldum, fotbalist olandez
George Piștereanu, actor român
Roman Bürki, fotbalist elvețian
Alexa Guarachi, jucătoare de tenis chiliană
Tatsuya Sakai, fotbalist japonez
Rita Ora (n. Rita Sahatçiu Ora), cântăreață, compozitoare și actriță britanică originară din Kosovo
Mario Gaspar, fotbalist spaniol
Alaaeldin Abouelkassem, scrimer egiptean
Gabriel Paulista, fotbalist brazilian
Danny Welbeck, fotbalist englez
Josh Dubovie, cântăreț britanic
Carla Diaz, actriță braziliană
Zivert, cântăreață și model rus
Azza Besbes, scrimeră tunisiană
Magnus Carlsen, șahist norvegian
Eleftherios Petrounias, gimnast grec

## Decese
Kim Hyun-sik, 32 ani, cântăreț sud-coreean (n. 1958)
Virgil Ianovici, 90 ani, geolog român (n. 1900)
Traian Crișan, 72 ani, episcop român (n. 1918)
Lawrence Durrell (n. Lawrence George Durrell), 78 ani, romancier, poet, eseist, dramaturg britanic (n. 1912)
Wolfgang Schmieder, 89 ani, muzicolog german (n. 1901)
Melissanthi (n. Eve Chougia-Skandalaki), 83 ani, jurnalistă greacă (n. 1907)
Ernest Bernea, 85 ani, sociolog român (n. 1905)
Gheorghi N. Flerov, fizician sovietic (n. 1913)
Ferenc Radó, 69 ani, matematician maghiar (n. 1921)
Norman Cousins, 75 ani, jurnalist american (n. 1915)